# Área Protegida Autónoma Descentralizada Taita Imbabura
El Área Protegida Autónoma Descentralizada Taita Imbabura, es un área natural protegida localizada en el norte del Ecuador, en la provincia de Imbabura, en los cantones de Ibarra, Antonio Ante y Otavalo. El área protegida conserva ecosistema de herbazal del páramo, matorral interandino y bosque siempreverde montano alto desde los 2.800 metros hasta los 4.104 metros sobre el nivel del mar. Se distribuye desde la parte sur del cerro Cubilche y en el complejo volcánico de Imbabura. El área protegida busca garantizar la conservación de los recursos naturales y el patrimonio cultural de la provincia. En el complejo volcánico de Imbabura se han registrado 111 especies de plantas identificadas, 35 especies de aves, 23 especies de mamíferos y 10 especies entre anfibios, crustáceos, peces y reptiles. El volcán Imbabura o Taita Imbabura es considerado como símbolo de la ancestralidad de los pueblos indígenas de Kichwa Otavalo, Kichwa Kayampi, Kichwa Karanki y Kichwa Natabuela. El Taita Imbabura forma parte de los Geoparques Mundiales de la UNESCO.